# Acemilero mayor
Acemilero mayor era un oficio de palacio destinado a ocuparse de las bestias de carga. 
El oficio es honroso, aunque en el nombre no lo parece y era provechoso en la casa real recayendo siempre en un buen caballero. 
Estaban a cargo del acemilero mayor los animales de carga y acemileros y los recibía, pagaba y despedía. Tenía cierto número de acémilas y proveía las que eran necesarias para la cámara, despensa, cocina, plata, botillería y para los otros oficios ordinarios de la casa real. Decidía quiénes tenían que ir al monte por leña para la cocina y brasa y quiénes tenían que ir por bastimentos y cosas necesarias, pidiendo opinión al mayordomo y al veedor. 
Tenía el acemilero mayor buen salario y era bien aposentado. Se le daba, además, un buen mesón para las acémilas y acemileros.